# Bungokanalen
Bungokanalen (豊後水道 Bungo Suidō) er et stræde, der afskiller de japanske øer Kyūshū og Shikoku. Kanalen forbinder Stillehavet og Setoindhavet. Den smalleste del i denne kanal er Hōyostrædet.
I den engelsktalende verden, er Bungokanalen mest kendt for sin rolle i 2. verdenskrig ubådsfilmen Run Silent, Run Deep fra 1958, der er baseret på best-sellerromanen af den dengangkommandør Edward L. Beach, Jr. fra 1955.